# Pusakasari (Leles)
Pusakasari is een bestuurslaag in het regentschap Cianjur van de provincie West-Java, Indonesië. Pusakasari telt 3578 inwoners (volkstelling 2010).